# Giao phối ở động vật

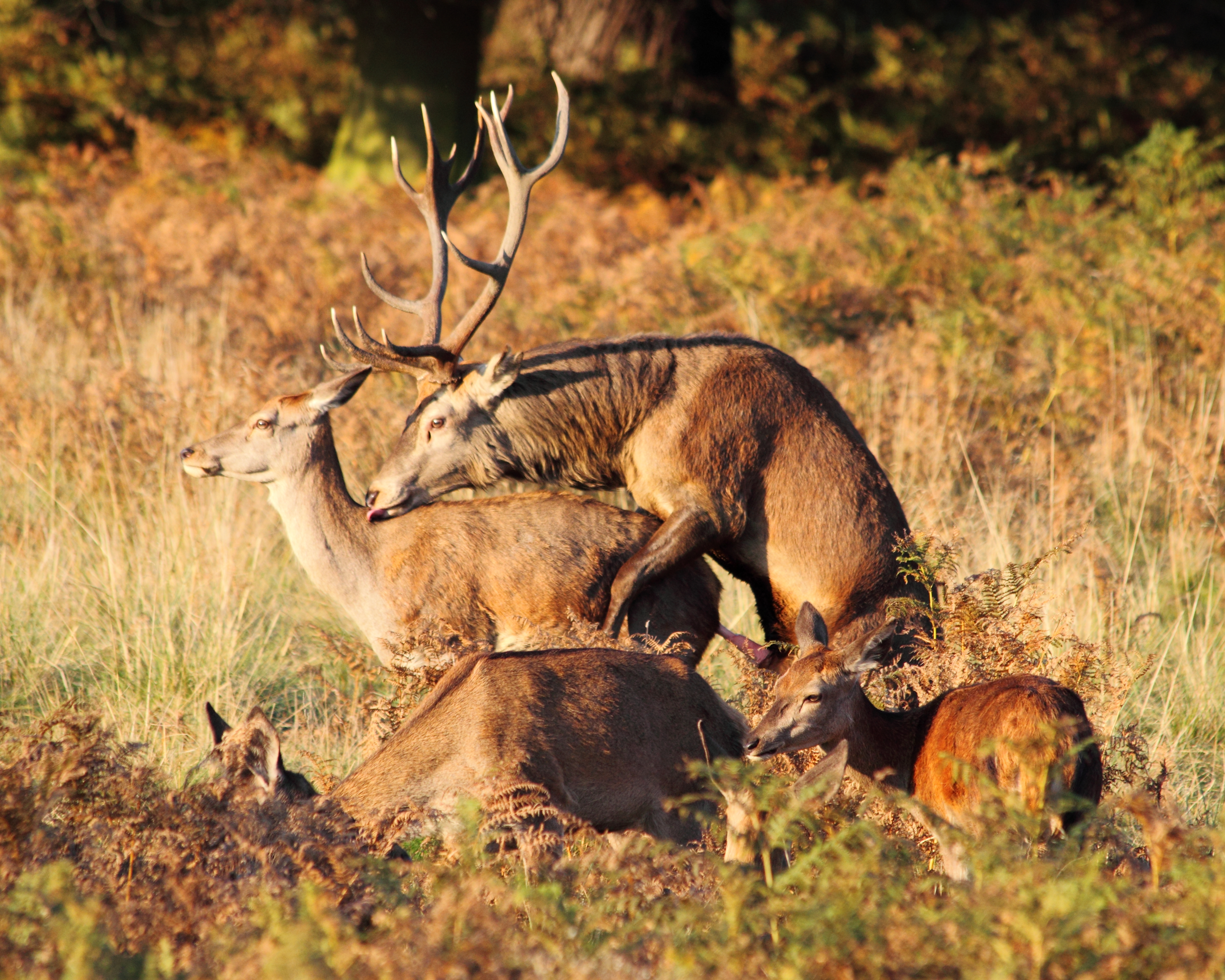
Một cặp hươu nai đang giao phối trong mùa động dục

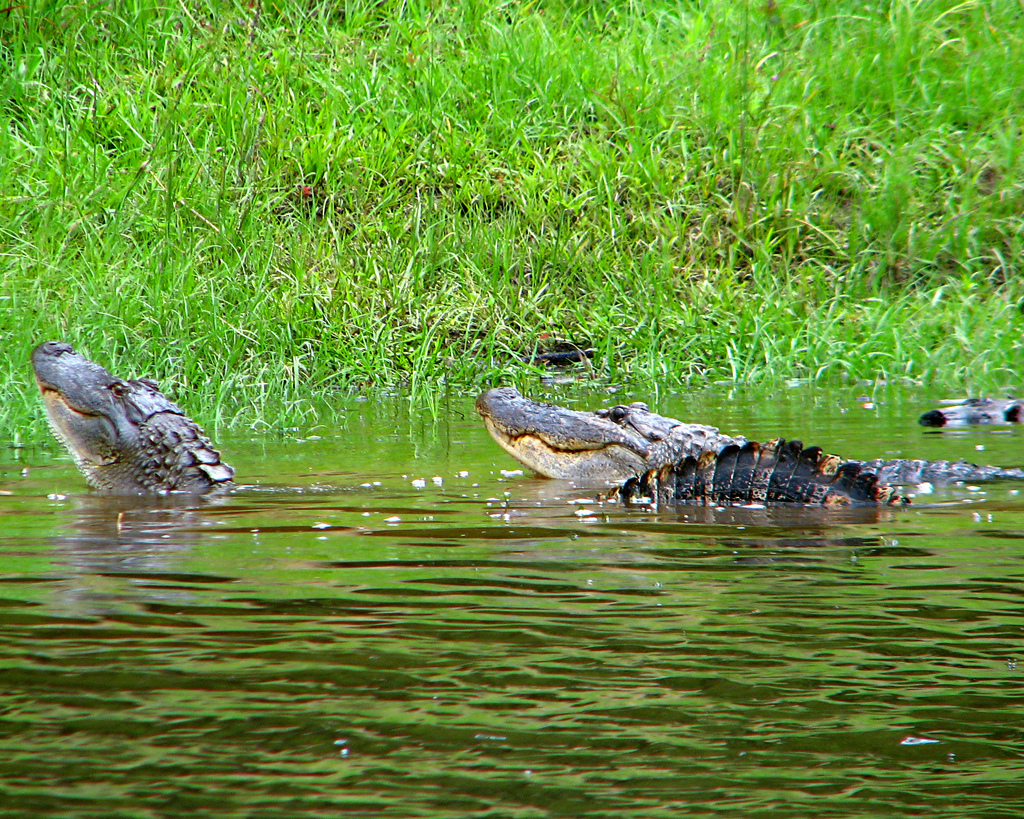
Cá sấu là loài thể hiện tình cảm rất nhẹ nhàng

Giao phối hay còn gọi là phối giống hay là giao cấu ở động vật (Copulation) là hành vi tình dục ở động vật trong đó, một con đực thâm nhập bộ phận sinh dục của mình vào trong cơ thể của con cái, đặc biệt là thâm nhập trực tiếp vào đường sinh dục của nó để truyền tinh trùng của mình vào cơ thể con cái. Đây là một khía cạnh của hành vi giao phối, là việc giao tiếp bộ phận sinh dục ngoài của giống đực với bộ phận sinh dục của giống cái, để thụ tinh, diễn ra ở động vật phi con người, định nghĩa trong hoàn cảnh này loại trừ đối tượng là con người (vì được xem xét trong khái niệm quan hệ tình dục).
Nhiều loài động vật sống trong môi trường nước sử dụng cơ chế thụ tinh ngoài, trong khi việc thụ tinh trong có thể phát triển từ nhu cầu duy trì các giao tử trong môi trường nước từ Kỷ Ordovician Muộn. Sự thụ tinh trong với nhiều loài động vật có xương sống (như bò sát, một số loài cá và hầu hết các loài chim) xảy ra thông qua việc thâm nhập vào lỗ huyệt, được gọi là đạp mái (xem bán dương vật-hemipenis), trong khi động vật có vú giao hợp thông qua việc thâm nhập trực tiếp dương vật vào âm đạo và nhiều động vật có xương sống sinh sản hữu tính với thụ tinh bên ngoài.
Các bằng chứng khoa học cũng đang dần cho thấy động vật cũng tìm thấy cực khoái, nhìn vào các trường hợp quan hệ tình dục không dẫn đến mang bầu, ví dụ như giữa hai con đực, giữa hai con cái hoặc quan hệ ngoài mùa sinh đẻ. Nếu các loài động vật quan hệ tình dục nhiều hơn cần thiết để mang bầu, điều đó cũng thể là bằng chứng cho thấy chúng quan hệ để tìm khoái lạc hơn là mục đích duy trì nòi giống. Một sư tử cái có thể quan hệ 100 lần một ngày trong suốt một tuần với nhiều con đực. Một cách khác để nhận biết liệu có đến với tình dục vì khoái lạc, là liệu chúng có đạt cực đỉnh hay không.

## Tổng quan
Ở động vật, giao cấu hầu như xảy ở thời điểm động dục (khoảng thời gian mà con cái có khả năng thụ thai cao nhất) để tăng khả năng thụ thai. Tuy nhiên, cá heo và tinh tinh được biết là quan hệ tình dục ngay cả khi con cái không động dục và thực hiện cả hành vi tình dục đồng giới. Trong hầu hết trường hợp, con người quan hệ tình dục chủ yếu là vì mục đích khoái cảm. Quan hệ tình dục ở hai loài vừa kể cũng được coi như vì mục đích khoái cảm điều đem lại sự gắn kết giữa chúng.
Con người, tinh tinh và đặc biệt là cá heo là các loài thực hiện hành vi tình dục không những vì mục đích truyền chủng mà còn để tìm kiếm khoái cảm. Cả ba loài đó đều có các thói quen tình dục khác giới thậm chí khi con cái không ở tình trạng estrus (rụng trứng), có nghĩa là thời điểm trong chu kỳ sinh đẻ của giống cái có tỷ lệ thụ thai cao nhất. Tương tự, cả ba loài đều có thói quen tình dục đồng giới.
Con người, tinh tinh và cá heo đều là các giống vật thông minh, và cách hợp tác (đực-cái) của ba loài minh chứng rằng chúng hiệu quả hơn nhiều so với bất kỳ một cá nhân đơn độc nào. Đối với con người, bonobo và cá heo, tình dục ngoài ý nghĩa truyền chủng còn có thêm các ý nghĩa chức năng xã hội. Có lẽ tình dục thúc đẩy tình thân mật giữa các cá nhân để hình thành nên các cơ cấu xã hội lớn hơn. Sự hợp tác lại dẫn tới khả năng thực hiện các nhiệm vụ tập thể lớn hơn tăng khả năng tồn tại của mỗi cá nhân trong nhóm. Ngoài ra, chúng đều thuộc nhóm có kiểu thụ tinh trong.

## Phương pháp
Khi thực hiện nghi thức giao phối, hầu hết các loài đã khởi động quá trình thụ tinh trong, để điều này xảy ra, cần có một phương pháp cách thức để giống đực (nam giới, con trống) đưa, truyền tinh trùng vào đường sinh sản của giống cái (nữ giới, con mái) bao gồm việc đưa dương vật hoặc cơ quan nội tạng khác vào âm đạo (ở hầu hết các động vật có vú) hoặc đến lỗ huyệt trong các loài đơn bào, hầu hết các loài bò sát, một số loài chim, ếch lưỡng cư và một số loài cá, khủng long, cũng như trong nhiều loài động vật không có xương sống khác. Ở các loài động vật có vú, bò sát, một số loài chim, một số loài cá và một số nhóm động vật khác, điều này được thực hiện bằng cách giao phối, phối giống (giao cấu, giao hợp), theo cách này, dương vật hoặc cơ quan nội tạng khác của con đực còn gọi là cơ quan sinh dục đực sẽ được đưa (thâm nhập) vào cơ quan sinh dục cái như âm đạo hoặc lỗ huyệt (cloaca).
Ở hầu hết các loài chim, phương pháp chọc lỗ huyệt thường được sử dụng, hai con vật ấn ghép cơ quan của chúng lại với nhau trong khi truyền tinh trùng. Các loài kỳ giông, nhện, một số côn trùng và một số động vật thân mềm thực hiện thụ tinh bên trong bằng cách chuyển một lượng cơ số tinh trùng, một mẻ tinh trùng, từ con đực sang con cái. Sau khi thụ tinh, phôi được tạo ra dưới dạng trứng trong các sinh vật noãn hoặc trong các sinh vật sống, tiếp tục phát triển bên trong đường sinh sản của người mẹ để sinh ra sau này khi còn sống. Ở một số động vật như trong bọt biển thụ tinh là cơ chế thụ tinh nội bộ.
So với thụ tinh ngoài, thụ tinh trong có ưu điểm là các động vật trên cạn có các cơ quan sinh dục phục để vận chuyển tinh dịch từ cơ thể con đực sang cái, sự thụ tinh sẽ được xảy ra trong cơ thể con cái, điều này giúp cho quá trình mang thai trong cơ thể mẹ được an toàn hơn. Thụ tinh trong sẽ cho hiệu suất thụ tinh cao hơn vì tinh và phôi sẽ không bị thất lạc, bị đánh cắp như thụ tinh ngoài, tỷ lệ con non nở và sinh ra cao hơn do cơ quan sinh sản hoàn thiện hơn, thường những động vật thụ tinh trong thì số lượng con sẽ ít hơn so với thụ tinh ngoài ví dụ như những loài động vật có vú bậc cao thì chỉ đẻ mỗi lứa tối đa khoảng 9-10 con, nhiều loài chỉ 1-2 con, trong khi các loài như cá, ếch nhái mỗi lần thụ tinh đẻ đến hàng trăm, ngàn con.

## Các loài

### Loài thú

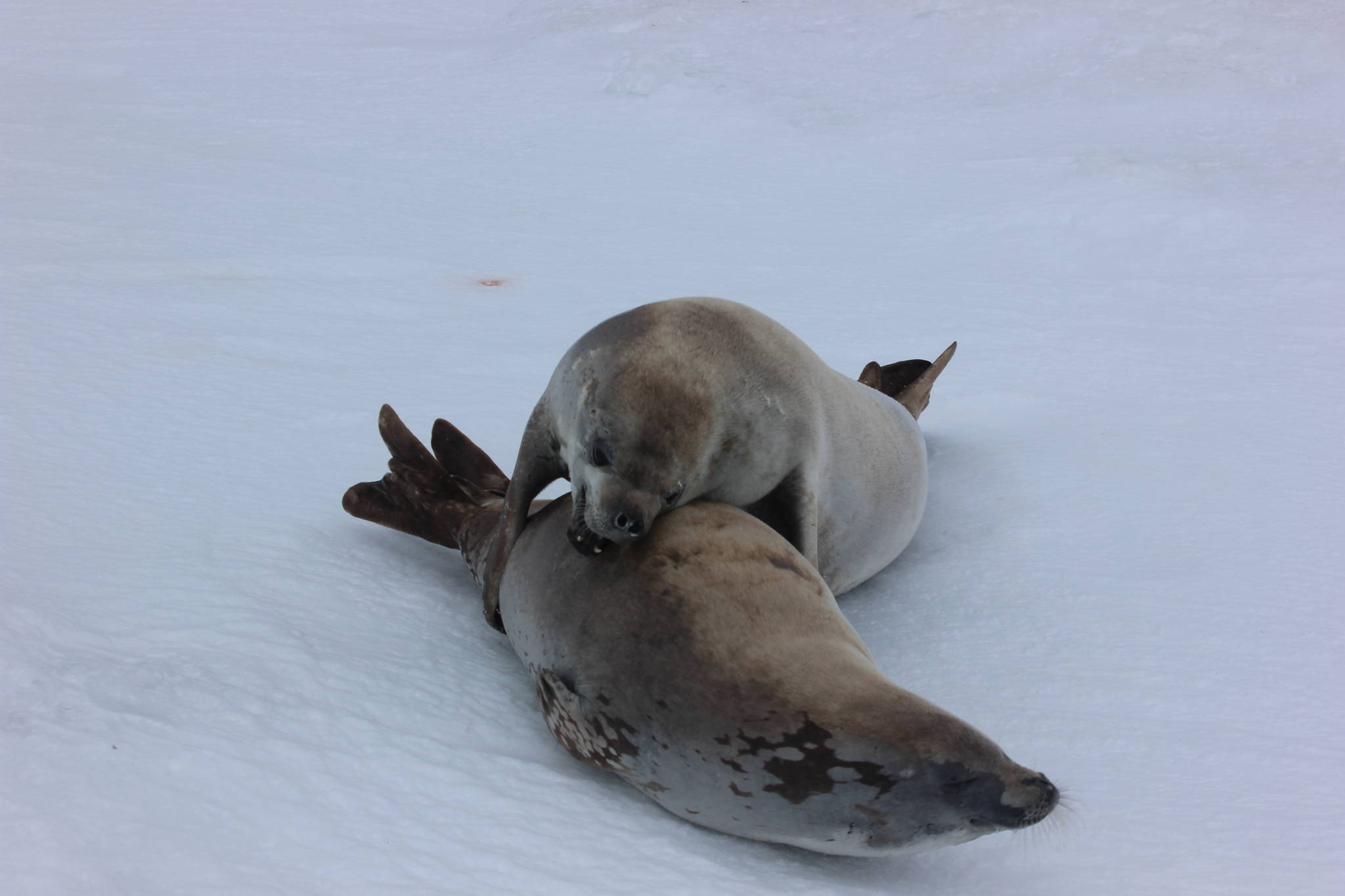
Hải cẩu đực có lối giao cấu hung bạo

Thời gian giao phối ngắn nhất thuộc về loài linh dương nhỏ và voi, một lần ân ái của 2 loài này chỉ có 10 và 20 giây, thời gian mỗi lần dành cho việc giao phối của khỉ maki ở Madagascar là 2 giờ. Tuy nhiên, kỷ lục lại thuộc về loài chuột nhắt là 12 giờ, sau khi giao phối với con cái, một chú chuột đực chỉ sống thêm được 5-10 ngày. Cá heo có nhu cầu cao, chúng không chỉ quan hệ với những vật vô tri vô giác mà còn giao phối với những loài vật khác, dương vật của chúng có thể xoay được, thậm chí thu vào cơ thể, song thời gian cá heo đực có thể xuất tinh chỉ khoảng 12 giây.
Mỗi ngày hải cẩu có thể làm tình với chừng 20 con cái và dính với nhau chừng 30 phút, cuộc giao phối của chú cẩu kéo dài từ 15-30 phút. Hải cẩu còn được biết đến là loài động vật làm tình bạo lực nhất. Những chú hải cẩu dễ thương nổi tiếng về mức độ hành hạ bạn tình. Những chú hải cẩu con dễ thương có thể bị nghiền nát đến chết bởi một đám hải cẩu đực hung bạo khi chúng muốn giao phối. Khi những con đực thèm muốn, chúng trở nên rất hung bạo, đã có nơi 2/3 số lượng hải cẩu cái bị đè chết vì thói quen này. Hải cầu voi phía nam thường đè nát sọ của hải cẩu cái bằng xương hàm của chúng trong quá trình giao phối, và Hải cẩu sư (Monk Seal) cũng hay bị đè chết bởi những con động đực và trong khi giao cấu.

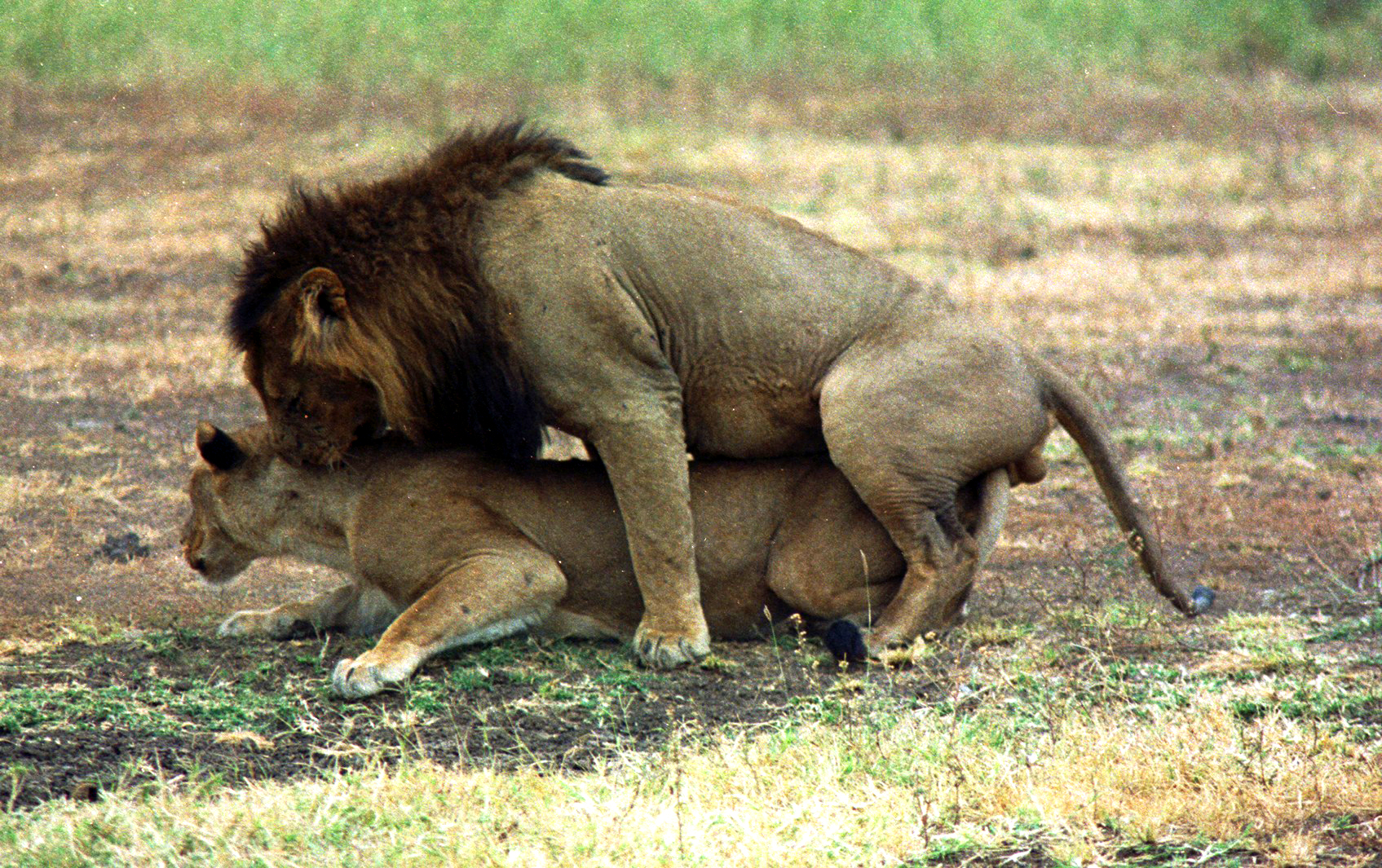
Sư tử là loài giữ kỷ lục về khả năng làm tình

Trong các động vật hoang dã thì sư tử vừa có thân hình to lớn vừa mạnh trong chuyện giao cấu. Chúng thực hiện ròng rã một tuần liên tục và dương vật luôn ở tư thế sẵn sàng. Sư tử đực có số lần làm tình với nhiều con cái khác nhau trong đàn, sư tử là loài có thời gian làm tình lâu nhất (20-40 lần/ngày, có thể kéo dài tới 4 ngày), chúng tốn rất nhiều thời gian và nỗ lực để có thể mang thai, với tần suất khoảng 20-40 lần/ngày và thậm chí có lần kéo dài tới 4 ngày, để cho ra đời một chú sư tử con thì sư tử bố mẹ đã phải giao phối tới 3.000 lần. Kỷ lục về số lần giao phối thuộc về loài sư tử nó có thể giao phôi 86 lần/ngày.
Mỗi mùa đông, mèo túi cái trở nên dữ dội, nên những con đực nỗ lực giao phối với càng nhiều con càng tốt. Con đực chộp lấy bạn tình mới nhất và đè chúng ra để giao phối, mỗi cuộc giao phối như thế kéo dài khoảng 3 tiếng, nhưng cũng có thể tới cả ngày, bởi vì con đực phóng tinh trùng nhiều lần, không chỉ bị cào cắn chầy xước khắp mình mẩy, nhiều con cái bị giết chết và ăn thịt bởi bạn tình hung dữ. Âm vật của linh cẩu cái có kích thước và hình dạng tương tự như dương vật của con đực, đôi khi dài đến 17 cm, âm vật của con cái có thể cương cứng như dương vật, để quan hệ, con đực phải khéo léo đưa dương vật của mình vào dương vật giả của con cái.
Chuột chũi Antechinus được biết đến là giao phối liên tục cho đến chết vì kiệt sức. Các cá thể đực thuộc loài này giao phối điên cuồng và mãnh liệt tới mức chúng sẽ chết trước khi các con của mình ra đời. Trong mùa sinh sản, mỗi con cái có thể giao phối với vài con đực, mỗi lần quan hệ kéo dài từ 5-14 tiếng đồng hồ khiến con đực nhanh chóng bị mất sức, lượng hormone stress tăng cao, khiến cho hệ thống miễn dịch ngừng hoạt động, mỗi cá thể đực của loài Antechinus khi sống khỏe mạnh vẫn sản xuất tinh trùng bình thường. Tuy nhiên, chỉ 2 tuần trước khi chết, lượng tinh trùng này mới được phóng ra tạo ham muốn quá mãnh liệt cho chúng.
Khỉ là động vật cao cấp nhất trong các con vật và có những tính chất gần giống với con người nhất, khỉ cũng có những tư thế làm tình vừa giống đa số các loài vật khác đồng thời vừa giống với người, các kiểu làm tình ở loài khỉ gồm các kiểu chính:
- Kiểu đứng: Con đực ôm trên lưng con cái từ phía đằng sau. Con cái có thể đứng hoặc nằm sát xuống đất theo ý nó muốn và vừa tầm với con đực.
- Kiểu nằm: Con cái nằm ngửa, con đực nằm hoặc ngồi trên phía phần sau của con cái, mặt đối mặt.
- Kiểu ngồi: Hai con cùng ngồi đối diện với nhau, ôm nhau. Nếu con cái lớn hơn con đực khá nhiều thì nó thường chống hai tay xuống đất cho vững, con đực ngồi trên hai đùi nó và ôm lưng nó. Ngược lại, nếu con đực bằng hoặc lớn hơn con cái thì còn đực ngồi chống hai tay xuống đất, con cái ngồi trên hai đùi nó. Như vậy chính con cái chủ động trong việc giao phối với con đực.

### Loài chim

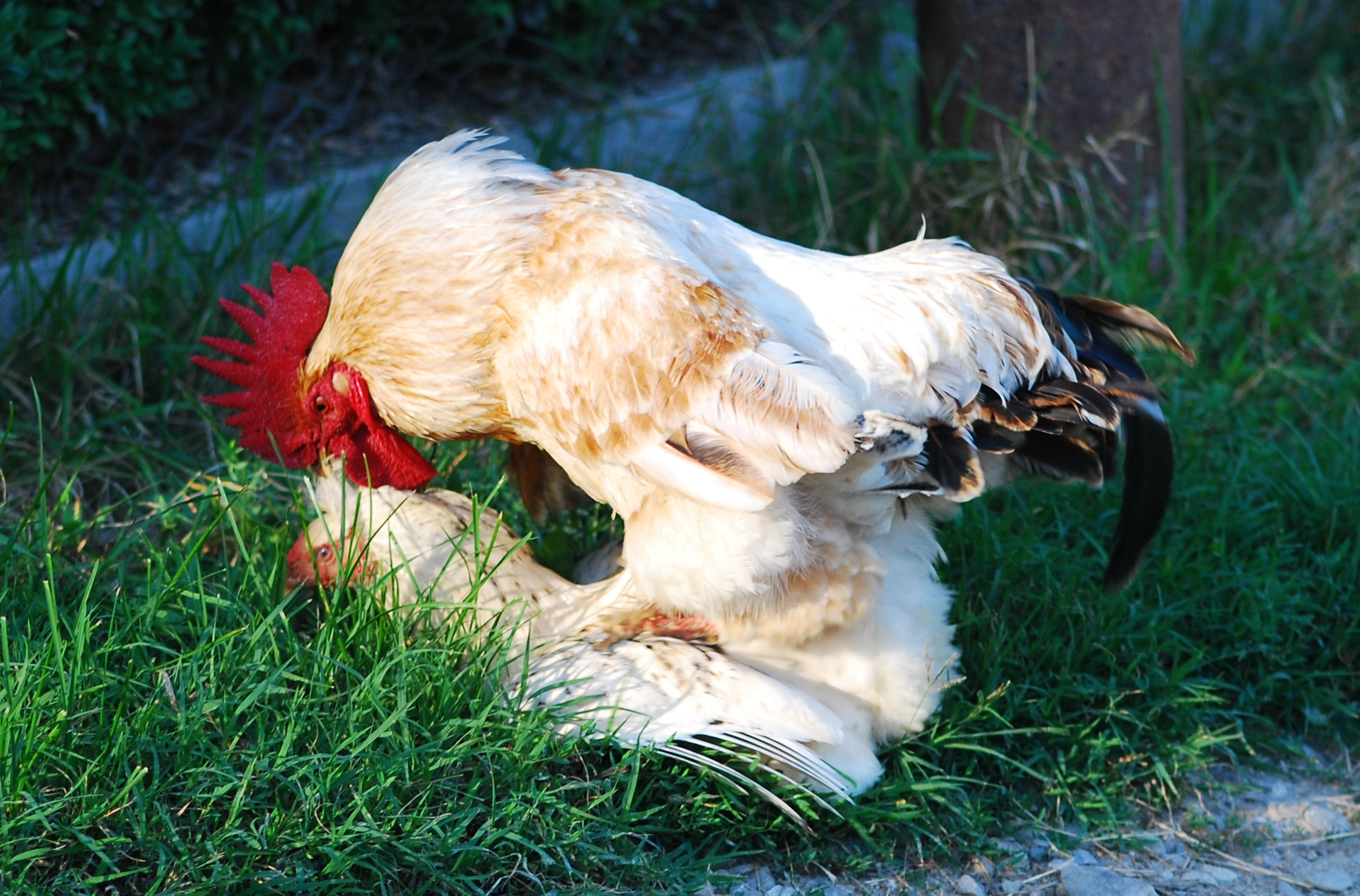
Một con gà trống đang đạp mái (rặp)

Chim bồ câu trống đến kỳ động dục sẽ bay lượn và tiếp cận con mái. Sau khi đã hợp nhãn chúng mới tìm chỗ kín đáo làm tình. Chim câu âu yếm, hôn hít nhau khá lâu. Sau khi đã làm tình thì chúng là một cặp không tách rời. Loài vẹt ngực trắng ở Trung Mỹ khi đến mùa, chúng ghì mỏ vào nhau, chạm lưỡi nhiều lần và khi vẹt cái ưng thuận thì vẹt đực còn mớm thức ăn cho bạn tình, sau đó chúng mới giao phối. Chim cánh cụt mỗi năm chúng chỉ giao cấu 1 lần, mỗi lần chỉ có 2–3 phút để rồi năm sau mới gặp lại.

### Lưỡng cư
Về tư thế giao phối, loài ếch được xem là hàng đầu mà loài người bắt chước không được, hai chân trước của ếch đực quặp chặt bạn tình, cả hai cùng bơi ra giữa ao, hồ, vừa bơi vừa giao phối nhiều giờ (cõng kết đôi), có người quan sát thấy chúng giao cấu tới hơn 10 giờ liên tục, cho đến khi ếch đực phóng tinh để thụ thai cho hàng ngàn quả trứng. Đến mùa sinh sản, những con cóc đi theo đôi và chúng thường rủ nhau cùng giao phối trong một diện tích hẹp sau đó cùng bảo vệ trứng khỏi kẻ thù.

### Bò sát

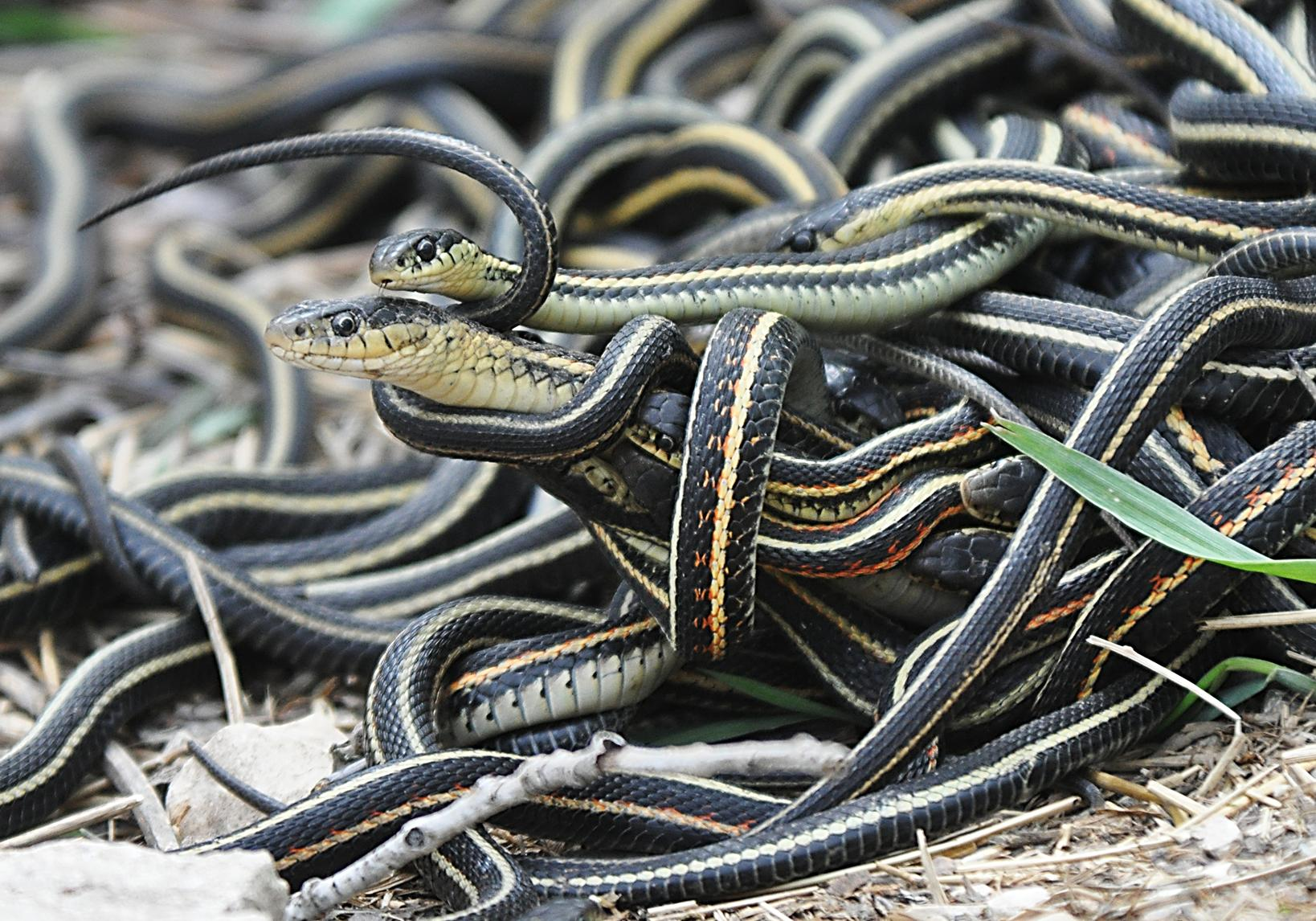
Rắn sọc giao phối tập thể

Rắn đuôi chuông Crotalus polystictus là loài rắn có thể kéo dài cuộc giao phối tới 22 giờ liên tục, rắn độc có tới 2 bộ phận sinh dục. Bên dự trữ làm nhiệm vụ tiếp ứng nếu bên đang hành động bị mỏi. Ở Canada, còn có một loài rắn mà các nhà sinh vật học gọi chúng là "trụy lạc". Một con rắn cái có thể làm tình với chừng 100 con đực, chúng quấn lấy nhau và thoải mái. Ở loài rắn sọc, những con rắn phát hiện bạn tình thông qua đánh hơi kích thích tố đực và cái. Chúng thường giao phối theo kiểu "tập thể", nghĩa là rất nhiều con đực (số lượng có thể lên tới 100 con) quấn xung quanh một con cái tạo thành "quả bóng" giao phối.
Thằn lằn đuôi dài không chỉ thừa một bộ phận, thằn lằn đuôi dài còn thừa luôn một nửa thế giới của chúng là những con đực. Thằn lằn đuôi dài cái có thể không cần đến bạn tình mà vẫn có thể tự sinh sản bằng cách tự tăng lượng hormone testoterone trong cơ thể. Một số con cái đóng giả làm con đực để kích thích khả năng sinh sản cho con cái khác. Rùa biển xanh hay còn được biết đến với tên gọi đồi mồi dứa nổi tiếng với những cuộc làm tình tập thể khi đến mùa sinh sản.
Cá sấu đực rất lãng mạn khi thể hiện tình cảm đối với bạn tình. Con cá sấu đực khi đến mùa giao phối sẽ tiếp cận con cái và bắt đầu thể hiện vũ khúc kết đôi, bao gồm cả cọ xát, ve vuốt vào lưng con cái, thổi bong bóng nhẹ nhàng vào má con cái và bơi xung quanh con cái để tạo sự chú ý. Cùng với những cảm xúc nhẹ nhàng này, con đực sẽ gầm vang và sử dụng âm tốc để tạo ra màn trình diễn nước, khi cả hai đã ưng ý, chũng sẽ làm cho nước trên lưng khiêu vũ

### Cá

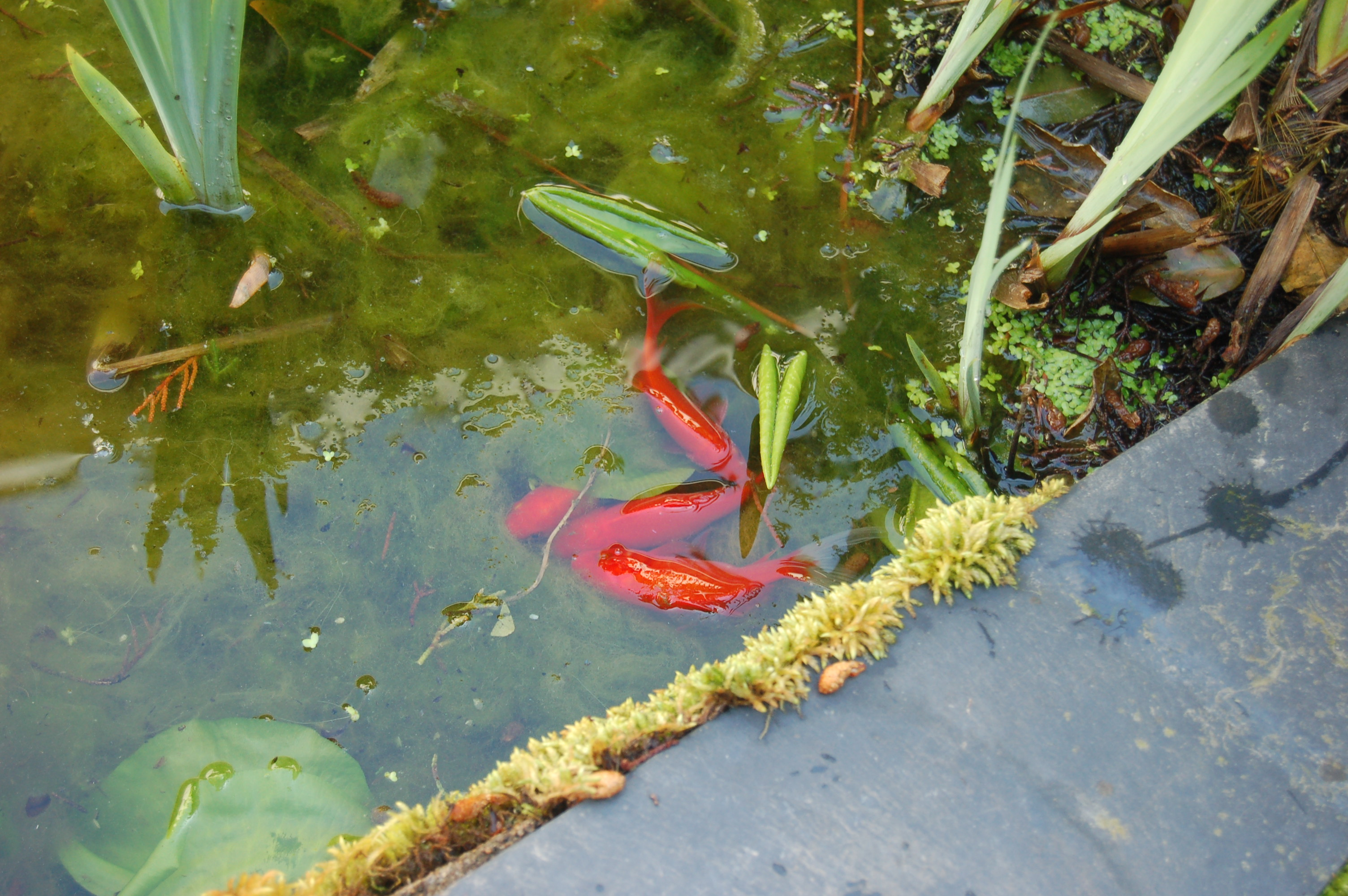
Cá chép đỏ đang phối giống

Cá quỷ và cá chân vây đực có nhu cầu giao phối của chúng cũng đơn giản, cốt yếu là duy trì nòi giống. Sau khi sinh chỉ vài giờ, cá đực sẽ kiếm ngay một con cá cái to lớn, cắn một miếng vào phần gần sát vây bụng con cái để bám chặt vào con cái và kí sinh ở đó đến hết đời. Khi cá đực cắn vào cá cái, nó sẽ tiết ra một loại enzyme, thẩm thấu qua da và hòa vào con cái, lúc này tinh trùng cá đực có thể xâm nhập cơ thể con cái. Theo thời gian, mọi bộ phận trong con đực đều tiêu biến, chỉ còn lại tinh hoàn. Sau cùng, con đực sẽ nhanh chóng chết đi, để lại một khối lượng tinh hoàn đủ để cá cái thụ tinh. Một con cái có thể nuôi 6 cá đực ký sinh, trên thân cá cái có thể có tới 8 túi tinh hoàn.
Cá ngựa khi tán tỉnh, chúng quấn lấy đuôi nhau, bơi khắp nơi chốn và thay đổi màu sắc để thể hiện chúng đã kết đôi. Quá trình tán tỉnh của con đực với con cái có thể kéo dài một vài ngày, khi có sự đồng ý của con cái, chúng sẽ tạo thành một cặp khiêu vũ bản bốc lửa trong đại dương và điều đặc biệt là màn khiêu vũ này kéo dài tới 8 tiếng đồng hồ. 

### Thân mềm

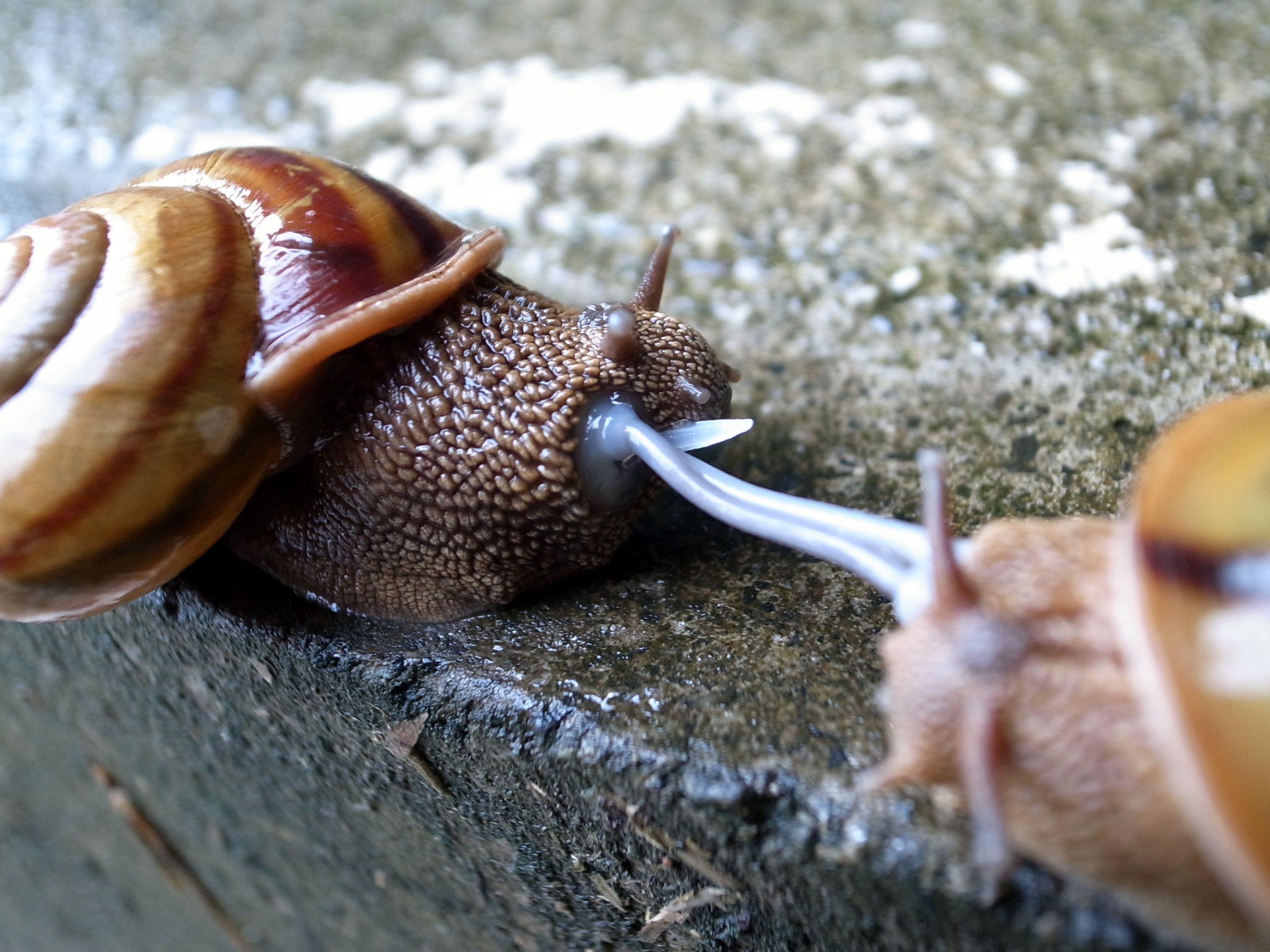
Cận cảnh hai con ốc sên đang giao cấu

Ốc sên có bộ phận sinh dục nằm ngay trên cổ, ngay phía sau cuống mắt, bộ phận này nằm ở vị trí đặc biệt như vậy sẽ giúp chúng giao phối dễ dàng hơn thay vì để đâu đó dưới lớp vỏ nặng nề. Ốc sên là loài có cả hai cơ quan sinh dục đực, cái nhưng lại không thể tự thụ tinh. Trước khi giao phối, ốc sên bắn những mũi tên tình yêu làm bằng calcium vào tử cung của bạn tình. Chất nhầy của mũi tên cho phép nhiều tinh trùng hơn được giữ trong tử cung ốc sên, nghĩa là làm tăng khả năng sinh sản. Loài lưỡng tính như ốc sên lại lựa chọn mũi tên tình yêu trước khi giao kết. Đó là hợp chất có chứa calci, giúp bạn tình dễ tiếp nhận tinh trùng hơn được phóng ra từ một trong hai con. Đặc biệt, loài sên chuối có dương vật dài tới 15-20mm nên rất hay bị mắc kẹt trong cơ thể bạn tình, đôi khi gây ra những tình huống tồi tệ.
Mực ống phát quang Dana octopus dùng những cái vòi sắc nhọn để chọc lỗ trên cơ thể bạn tình trước khi dùng một bộ phận trông như dương vật để bơm tinh trùng vào những vết cắt. Thỏ biển thích làm tình tập thể, chúng có thể tạo thành một quần thể lớn khi duy trì nòi giống. Chỉ cần hai cá thể tiếp cận nhau, hàng chục con khác cũng sẽ xuất hiện và bám vào đó. Hàu có một dương vật dài gấp 8 lần chiều dài cơ thể và chúng cứ đung đưa đến bất cứ khi nào bắt gặp một dương vật tương tự và bắt đầu phóng tinh trùng vào đó. Nếu không thể tìm thấy mục tiêu khác trong tầm với, nó sẽ tự thụ tinh cho chính mình.

### Côn trùng

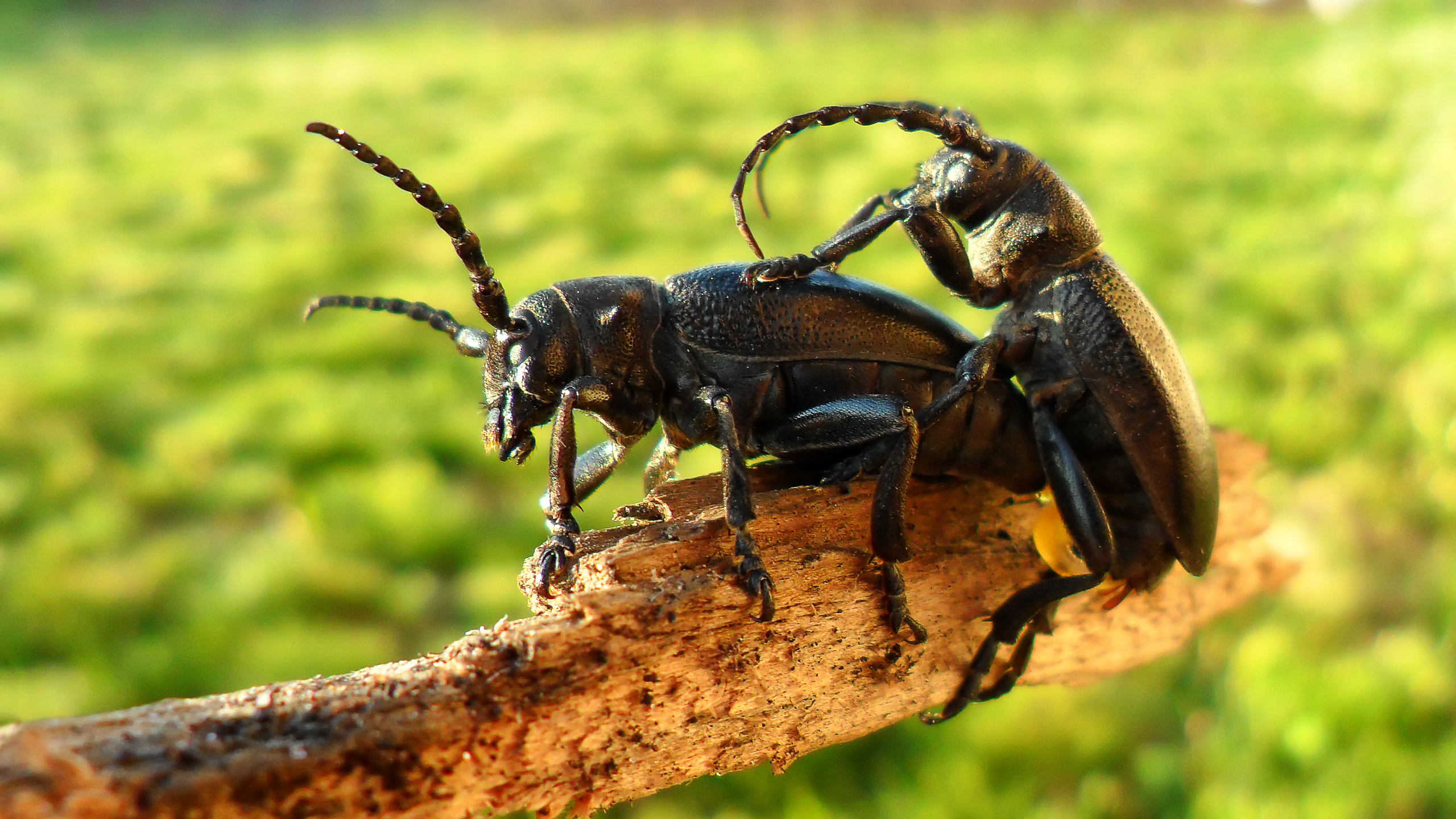
Hai con bọ cánh cứng đang giao phối

Nhện vằn đen vàng để bộ phận sinh dục của mình bị vỡ bên trong đối tác ngay trước khi tấn công và ăn thịt con đực. Loài nhện Thomise sau khi áp sát, ôm chặt bạn tình và phóng tinh liên thanh thì nó sẽ bỏ chạy ngay. Nhện góa phụ đen có quá trình giao phối của chúng cũng không kém phần kinh dị, khi lọt vào ổ tình, nhện đực sẽ ngay lập tức rung bụng lên xuống để báo hiệu cho con cái đến và ra dấu rằng mình không phải là con mồi. Tuy nhiên trong lúc cực khoái, tần suất rung của con đực sẽ thay đổi ít nhiều, khiến con cái tưởng nhầm chúng là mồi và xơi tái ngay trong khi cuộc tình đang cao trào.
Thay vì mất công tìm kiếm cơ quan sinh sản của bạn tình, rệp đực lao vào con cái rồi phóng tinh trùng vào dạ dày đối tác, tinh trùng sau đó di chuyển trong dòng máu của rệp cái rồi đi vào cơ quan tiếp nhận tinh trùng và buồng trứng đang chờ đợi. Trong quan hệ tình dục, loài có thói quen xấu như bọ cánh cứng. Đó là vì con đực có cái dương vật cực kỳ sắc nhọn nên luôn làm con cái bị thương trong lúc giao phối. Bọ cánh cứng Chauliognathus lugubris thường giao phối tập thể. Điều đặc biệt là cấu tạo mai cứng không ảnh hưởng đến khả năng giao phối của chúng. Bọ ngựa cầu nguyện ăn đầu của bạn tình trong khi giao phối, ăn đầu là giai đoạn quan trọng trong khi giao phối, vì nó giúp con đực xuất tinh nhanh hơn.

## Tham khảo

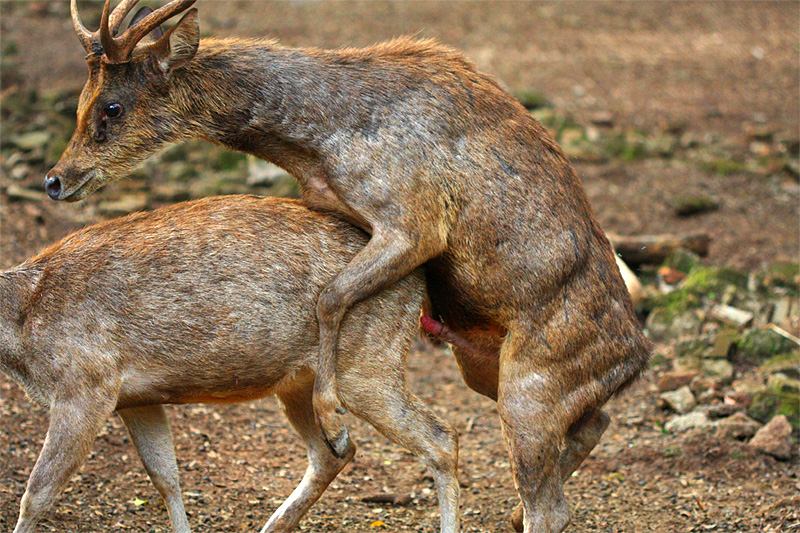
Hai con hươu đang giao phối

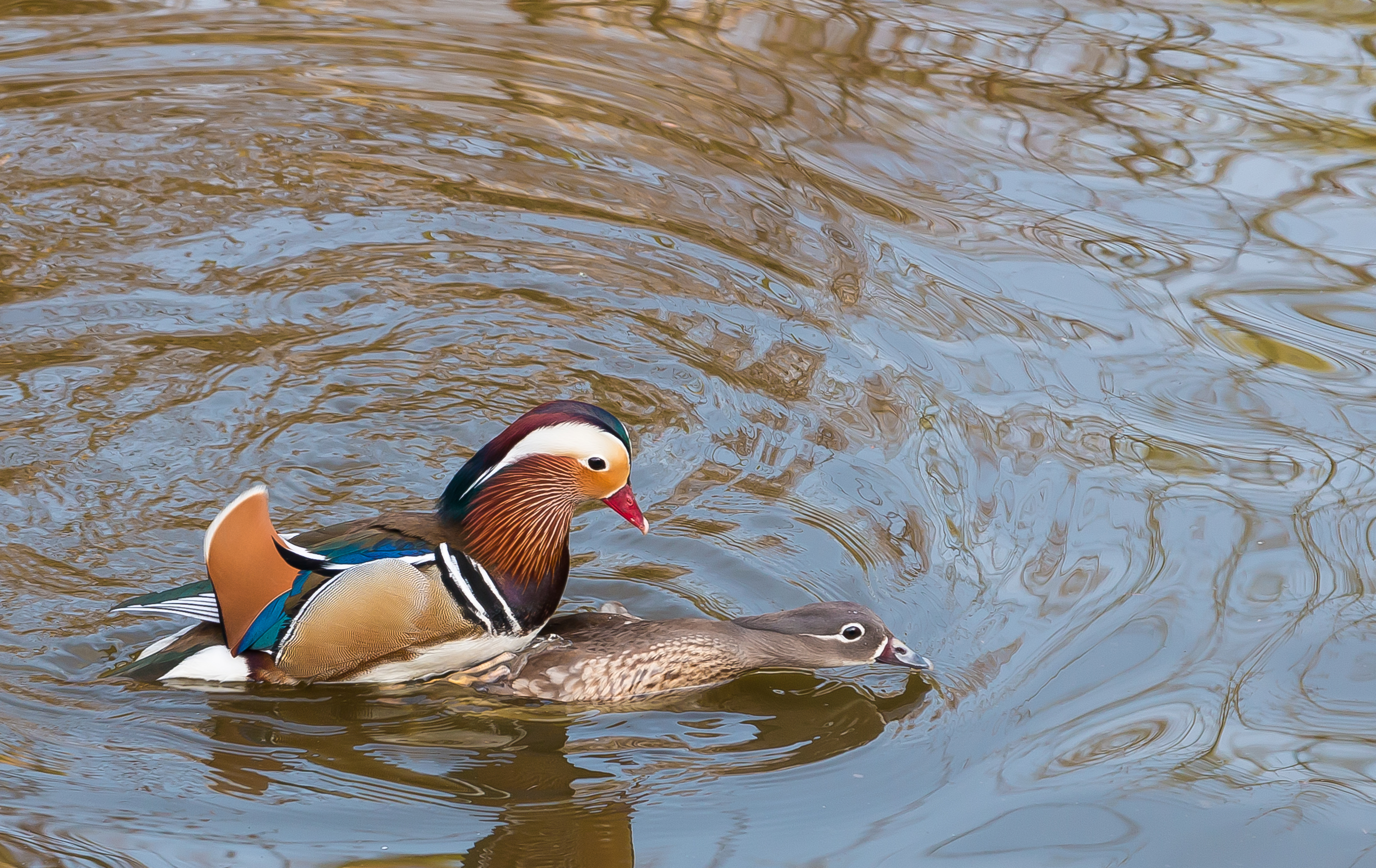
Hai con vịt đang giao phối

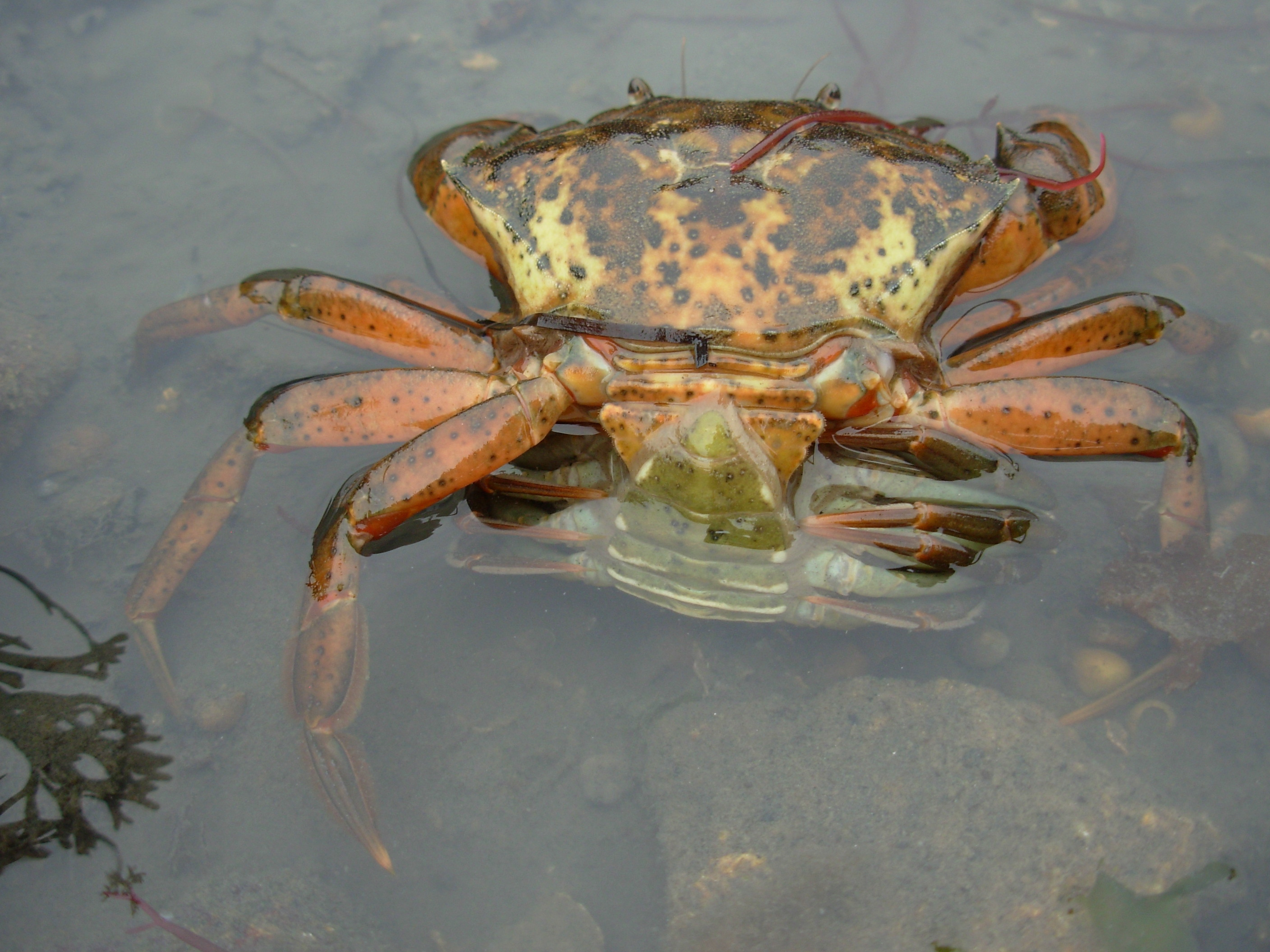
Hai con cua đang kết đôi